# Суха Кам'янка
Суха́ Ка́м'янка —  село в Україні, у Ізюмській міській громаді Ізюмського району Харківської області. Населення становить 52 осіб. До 2019 орган місцевого самоврядування — Кам'янська сільська рада.

## Географія
Село Суха Кам'янка знаходиться на березі річки Суха Кам'янка, яка через 2,5 км впадає в річку Сіверський Донець (права притока), вище за течією примикає до села Тихоцьке. На відстані 1,5 км від села проходить автомобільна дорога E40 (М03).

## Походження назви
У декількох кілометрах розташоване село Кам'янка - на березі однойменної річки, нині представляє каскад ставів. У зв'язку з зарегульованим стоком річка нижче с. Кам'янка пересихає - звідси і назва Суха Кам'янка. 

## Історія
12 червня 2020 року, розпорядженням Кабінету Міністрів України № 725-р «Про визначення адміністративних центрів та затвердження територій територіальних громад Харківської області», увійшло до складу Ізюмської міської громади.
19 липня 2020 року, в результаті адміністративно-територіальної реформи та ліквідації Ізюмського району, село увійшло до складу новоутвореного Ізюмського району.

## Об'єкти соціальної сфери
- Школа. В даний час закрита
- Магазин

## Пам'ятки
- Залишки садиби і присадибного парку М.В Рєпіна, родича Іллі Рєпіна, пізніше належала полковнику Тихоцькому, герою Кавказької війни, на честь якого названо довколишнє село Тихоцьке.
- У братській могилі в центрі села поховані воїни, загиблі у боях за с. Суха Кам’янка, Синичине, Тихоцьке у 1941-1943 рр. У 1954 р. за ініціативою жителів Сухої Кам’янки на братській могилі було встановлено скульптурний пам’ятник, відлитий на Харківський скульптурній фабриці.

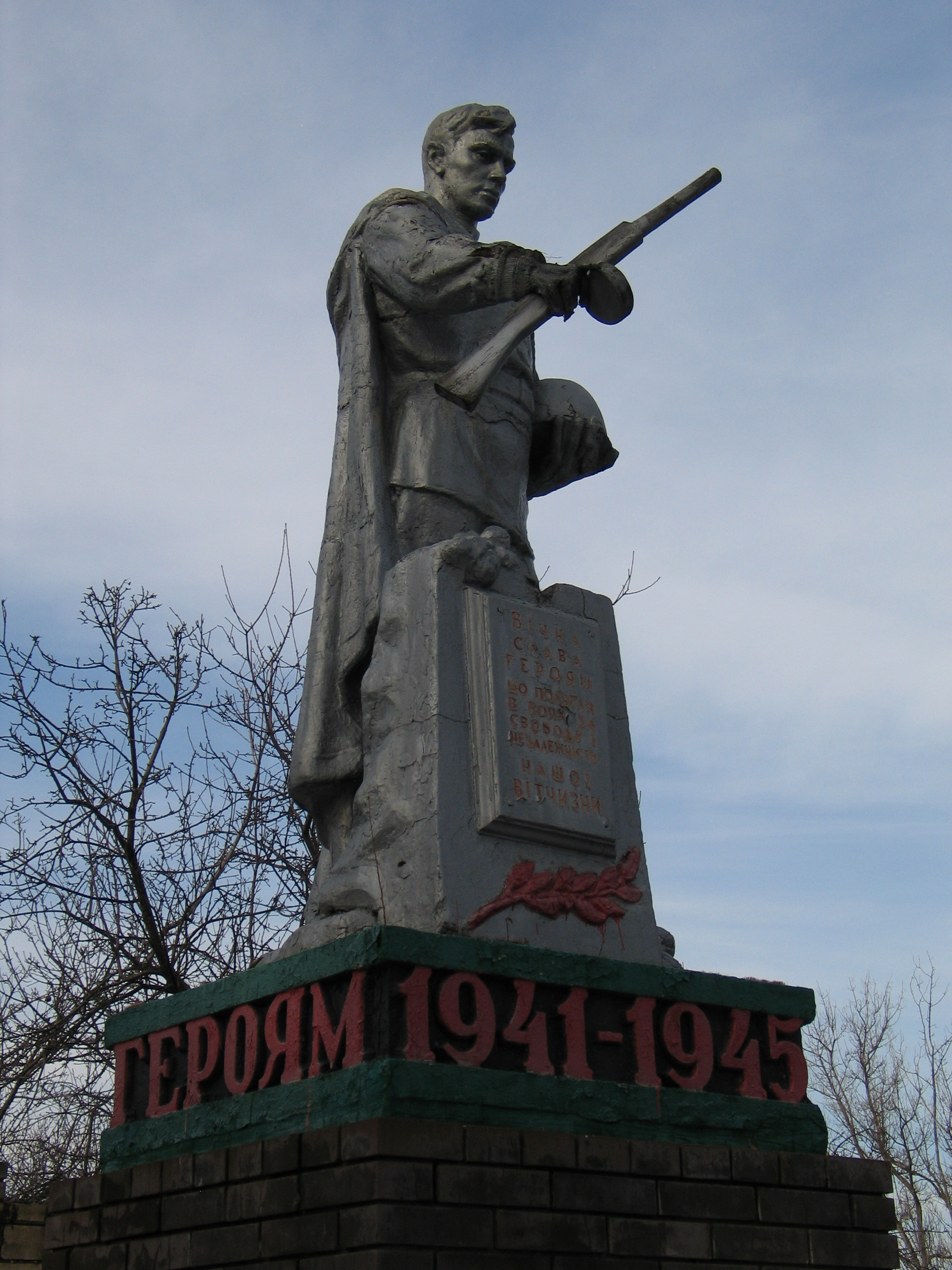
Sukha Kamyanka Izium region Bed of Honor

## Населення
Згідно з переписом УРСР 1989 року чисельність наявного населення села становила 122 особи, з яких 45 чоловіків та 77 жінок.
За переписом населення України 2001 року в селі мешкало 49 осіб.

### Мова
Розподіл населення за рідною мовою за даними перепису 2001 року:
| Мова       | Відсоток |
| ---------- | -------- |
| українська | 82,69 %  |
| російська  | 17,31 %  |